# Uroș Totorean
Moș Uroș Totorean  (n. 1874, Nădlac, Arad, România – d. 1934, Cluj, România) a fost un deputat în Marea Adunare Națională de la Alba Iulia, organismul legislativ reprezentativ al „tuturor românilor din Transilvania, Banat și Țara Ungurească”, cel care a adoptat hotărârea privind Unirea Transilvaniei cu România, la 1 decembrie 1918.

## Biografie
Uroș Totorean a studiat la Preparandia Română din Arad, fiind învățător în Nădlac.

## Activitatea politică
Uroș Totorean a fost membru al Partidului Național Român. Ca deputat în Marea Adunare Națională din 1 decembrie 1918 a reprezentat ca delegat supleant al Cercului electoral Nădlac, județul Cenad.